# Razorback (raza porcina)

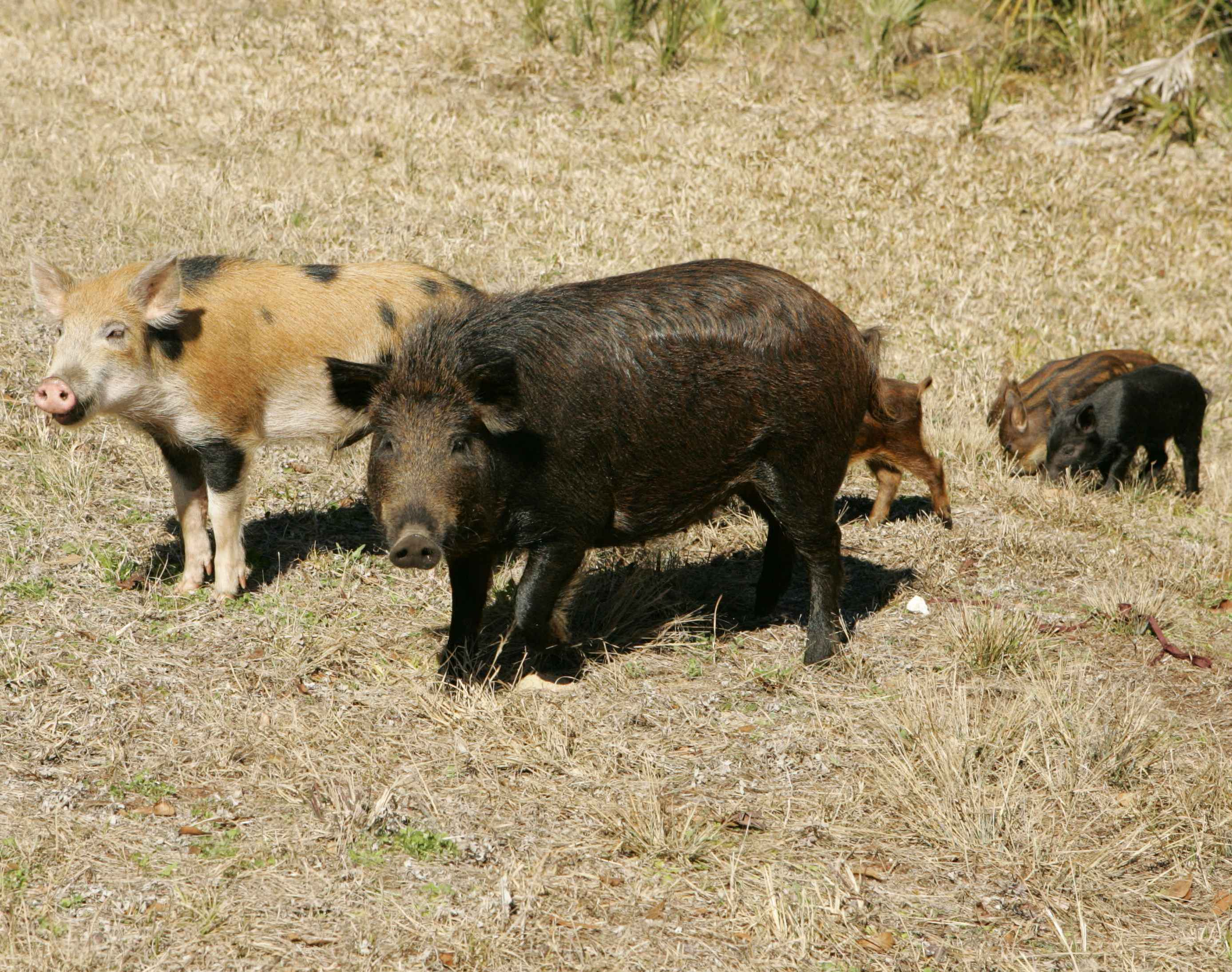

Se denomina razorback a una raza del cerdo doméstico que habita en los Estados Unidos.

## Historia
El chancho doméstico, Sus scrofa, fue introducido por primera vez en los actuales Estados Unidos en el siglo XVI por los exploradores españoles, los primeros europeos en llegar a Florida:
- Cristóbal Colón pudo haber liberado cerdos domésticos en Florida durante su segundo viaje con el fin de facilitar en futuras expediciones el suministro de alimentos disponibles.
- Juan Ponce de León pudo haber introducido los primeros cerdos en Florida en 1525.
- Hernando de Soto también es conocido por haber introducido desde Eurasia a cerdos domésticos en Florida en 1539.

También se especula con la posibilidad de que pueda haber sido introducido en algún momento el jabalí euroasiático, que originalmente iba desde Francia a Rusia.
- Datos: Q844397
- Multimedia: Feral pigs / Q844397